# Гурк, Эдуард

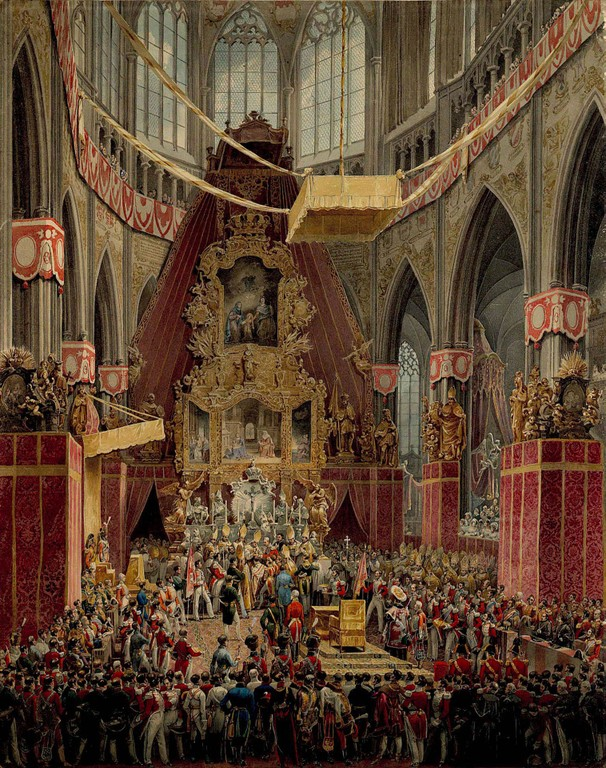
Коронация императора Фердинанда I в Праге в 1836 г.

Эдуард Гурк (нем. Eduard Gurk; 17 ноября 1801, Вена — 31 марта 1841, Иерусалим) — австрийский художник, ведущий представитель бидермейера.

## Биография
Родился в семье художника Иосифа Игнатия Гурка, который стал его первым учителем в области изобразительного искусства.
Позже Эдуард Гурк учился в Академии изобразительных искусств в Вене.
Вскоре стал одним из ведущих художников империи, и занял место художника при дворе. Часто сопровождал ведущих представителей знати в их путешествиях. На работы живописца обратил внимание даже эрцгерцог. Э. Гурк стал пользовался благосклонностью будущего императора Фердинанда, с которым после 1830 года совершил несколько поездок по австрийской империи, в результате которых был создан ряд пейзажей с фотографической точностью отображенных им акварельных видов, а также полотен с изображением коронации Фердинанда в Праге и Милане.
Эдуард Гурк прославился как пейзажист, литограф и, отчасти, портретист.
В 1833 году лучшие акварелисты империи, в том числе и Эдуард Гурк, получили заказ эрцгерцога Фердинанда (с 1835 года кайзер Фердинанд I) на создание, так называемой, «Книги картин», отображающей самые красивые пейзажи и самые важные места на территории австрийской монархии и близлежащих стран. Первые, исполненные Э. Гурком заказы Фердинанда датируются 1833 годом, последние акварели были созданы в революционном 1848 году, когда кайзер Фердинанд вынужден был отречься от престола.
В 1840 году Гурк отправился в путешествие по Сирии и Палестине. Однако, в ходе путешествия заразился тифом и умер в возрасте 39 лет в Иерусалиме.
Художник внёс важнейший вклад в расцвет австрийской акварельной живописи. Отдельные работы Э. Гурка сейчас находятся в Галерее Альбертина.

## Библиография

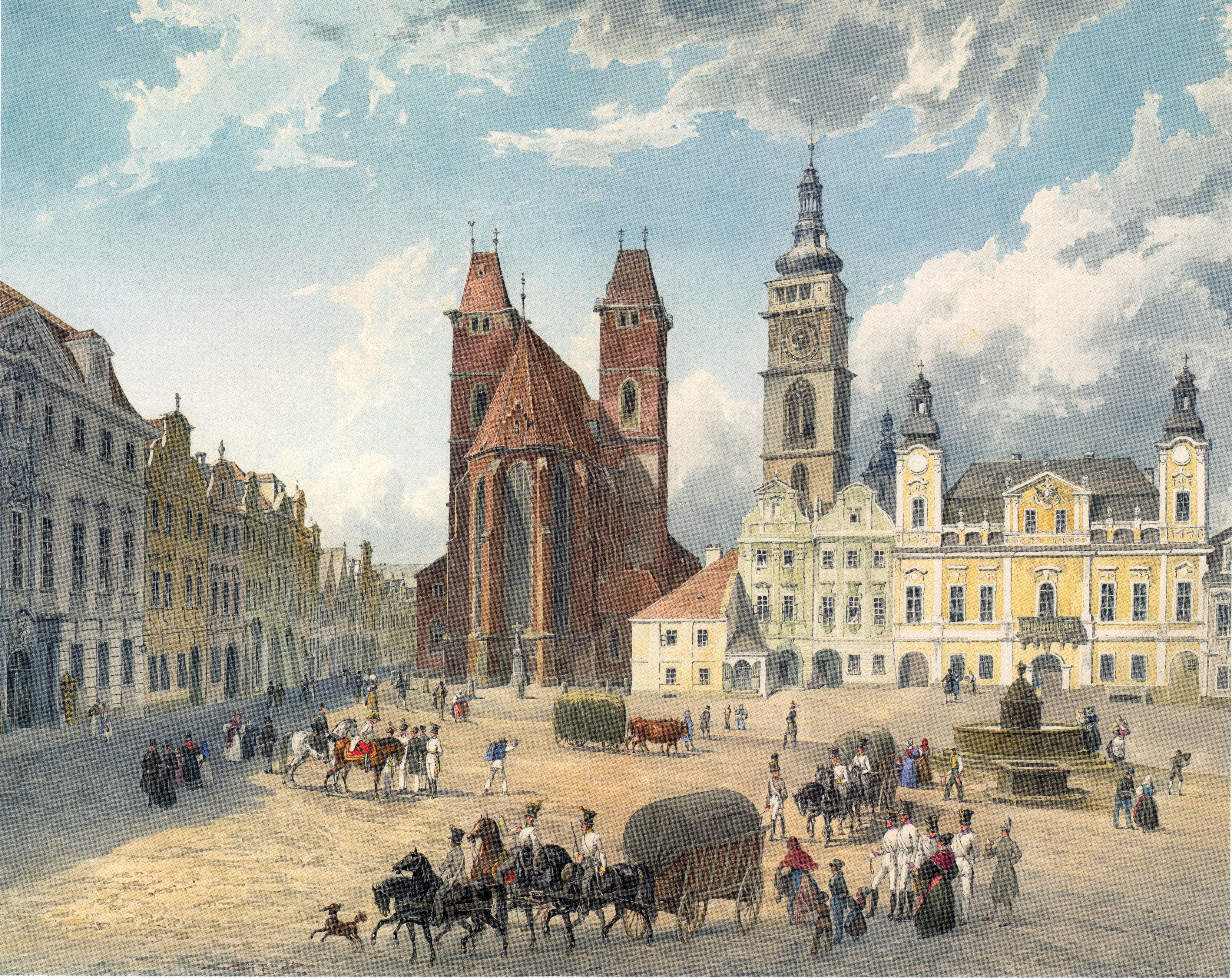
Кафедральный собор и епископская резиденция в Градец Кралове. 1836 г.
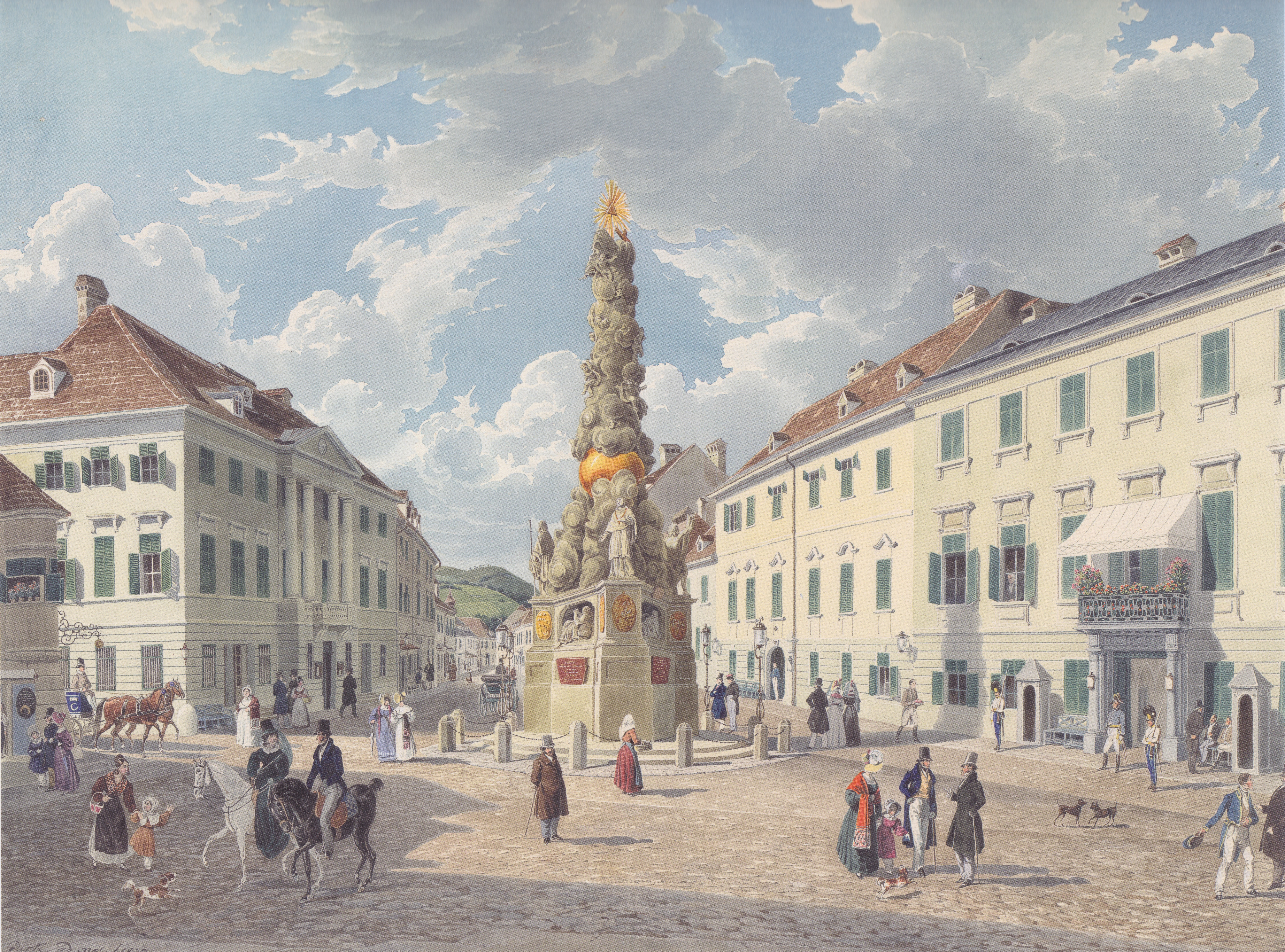
Императорский дворец в Бадене под Веной. 1833 г.
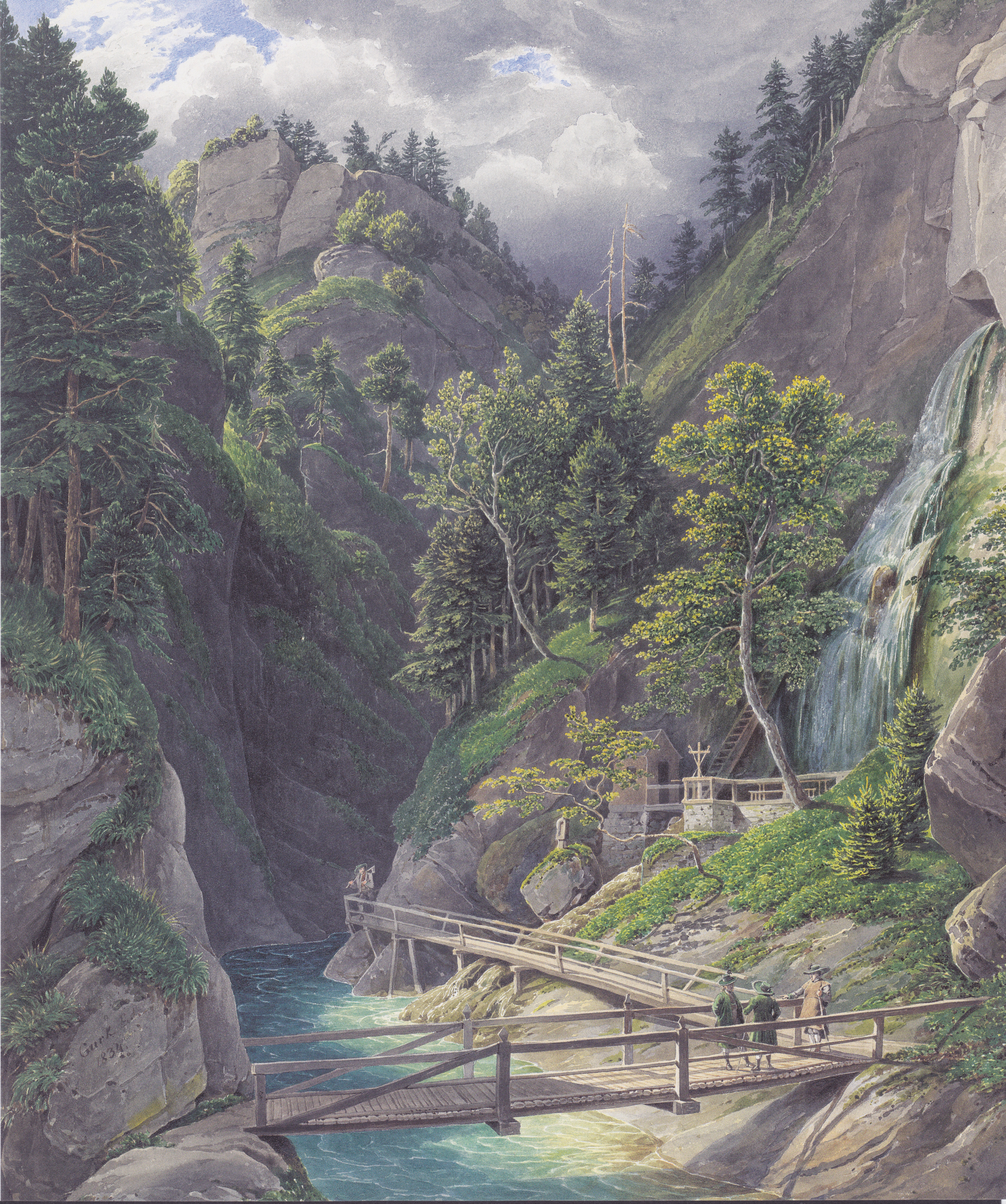
Пейзаж с ущельем. 1834 г.
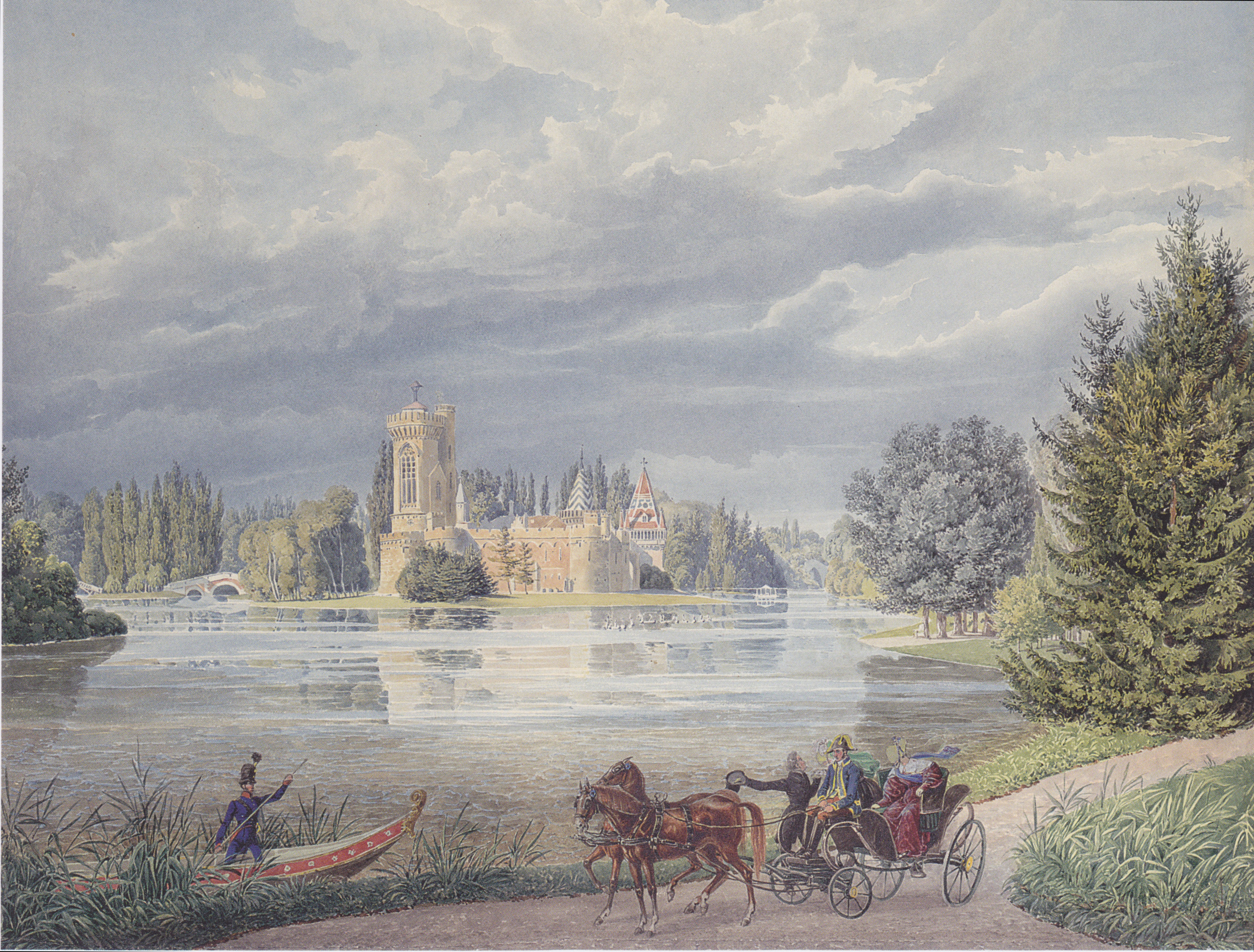
Вид на замок и парк Лаксенбург недалеко от Вены. 1838 г.
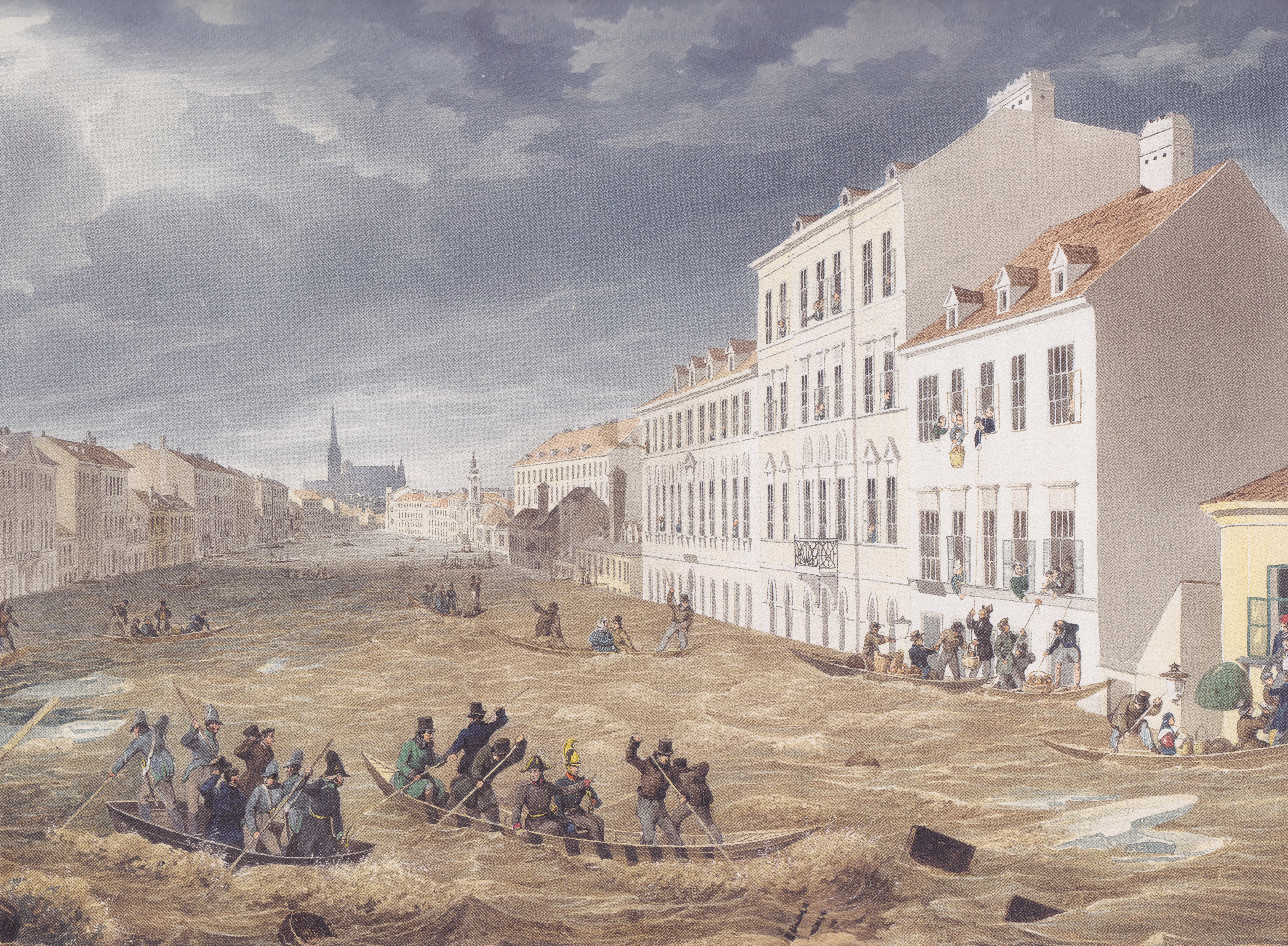
Наводнение в Леопольдштадте в марте 1830 г.